# Staří mistři

Albrecht Dürer: Autoportrét (1498)

Jako staří mistři se v dějinách evropského umění označují výtvarní umělci mistrovské úrovně, především malíři, kteří působili zhruba před rokem 1800. V hudební oblasti je přibližně odpovídající termín stará hudba. Dříve se ze starých mistrů někdy ještě vydělovali takzvaní primitivové, kteří působili před polovinou 15. století, tedy gotické výtvarné umění a starší. 
Termín staří mistři zahrnuje velkou škálu stylů a technik, proto nejde o termín z oblasti teorie dějin umění, ale spíše o praktický galeristický termín označující specializaci na starší umění, které často bývá společně sbíráno, vystavováno, navštěvováno a obchodováno určitou skupinou institucí a milovníků umění. Předěl roku 1800 ovšem není zvolen zcela náhodně: kromě stylové střídy mezi rokokem a klasicismem znamenají velká francouzská revoluce a napoleonské války konec doby, kdy hlavním ekonomickým motorem výtvarného umění byly šlechta a církev; jejich místo v této roli poté stále více zaujímají buržoazie a stát.